# دهه ۱۸۸۰ (میلادی)

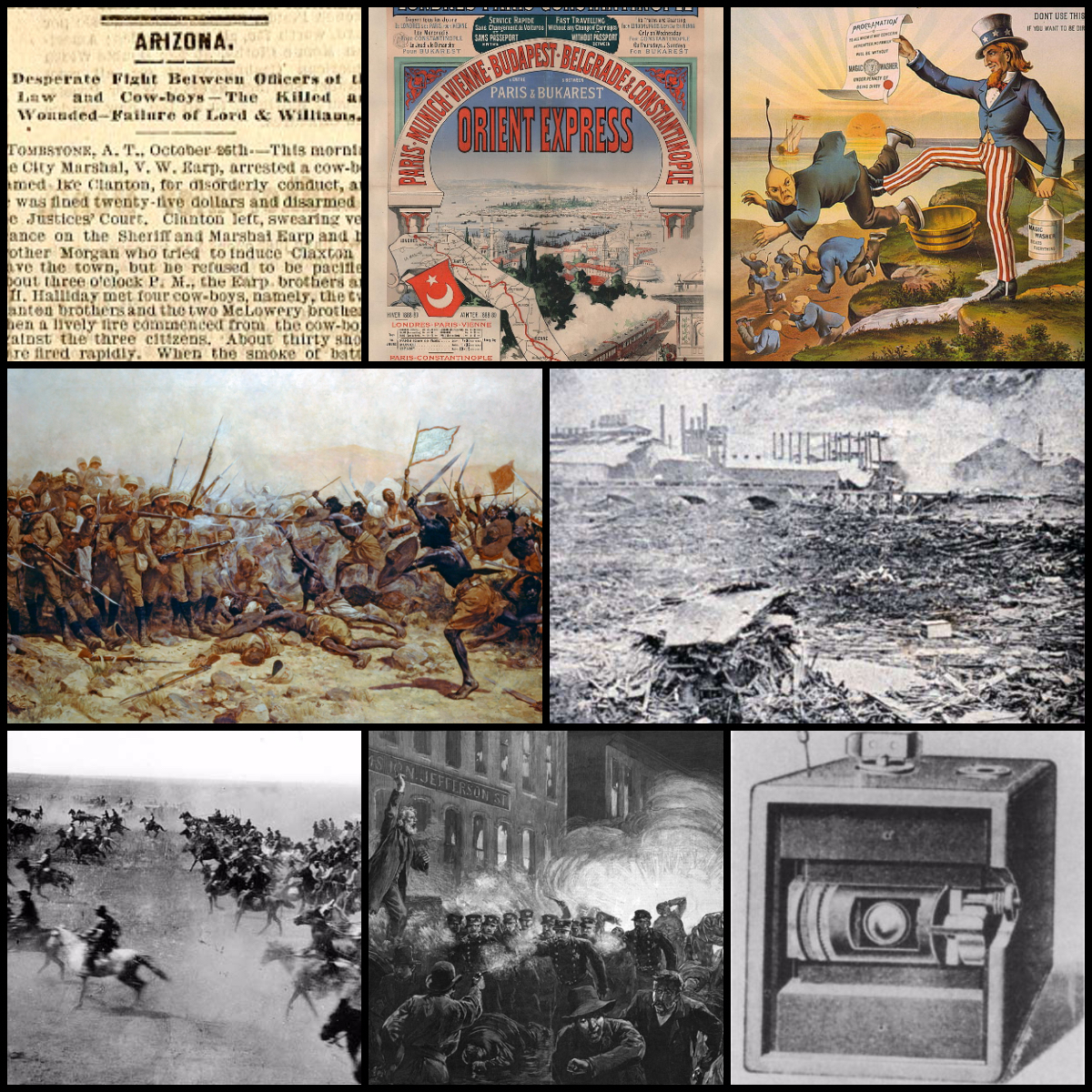
نگاهی به دهه ۱۸۸۰ میلادی

دهه ۱۸۸۰ (میلادی) صد و هشتاد و هشتمین دهه تقویم میلادی است.

## درگذشتگان
‎